# Mallapur, Gangawati
Mallapur là một làng thuộc tehsil Gangawati, huyện Koppal, bang Karnataka, Ấn Độ.